# جونيا كونو
جونيا كونو (باليابانية: 久野 純弥) (16 أغسطس 1988 في فوكوري في اليابان – )؛ هو لاعب كرة قدم ياباني سابق كان يلعب كمهاجم.

## وصلات خارجية
- جونيا كونو على موقع رابطة كرة القدم اليابانية للمحترفين (اليابانية)
- جونيا كونو على موقع قاعدة بيانات كرة القدم.إي يو (الإنجليزية)
- جونيا كونو على موقع Soccerway.com (الإنجليزية)
- جونيا كونو على موقع عالم كرة القدم.نت (الإنجليزية)